# Mike Elizondo
Mike Elizondo er en amerikansk hiphop-producer og sangskriver med tilknytning til Aftermath
Elizondo har i fællesskab med producerlegenden Dr. Dre produceret tracks for prominente navne som Eminem, 50 Cent, The Game, Busta Rhymes, Obie Trice, Xzibit og Nelly Furtado. Elizondo danner sammen med blandt andre producerne Mark Batson, Ron Feemster, Che Pope, Scott Storch, som i dag selv er en producermogul, Eminem og selvfølgelig Dr. Dre rammen om Aftermaths moderne, dystre producerstil, der ligger til grund for nogle af de største hiphop beats lavet til dato og som på mange måder definerer hiphop-lyden fra midten af 1990'erne til i dag.
Mike Elizondo har lagt keyboard, bas og guitar til mange af Aftermaths bedste udgivelser og står bag sange som "In Da Club" med 50 Cent, "The Real Slim Shady" med Eminem, "Family Affair" med Mary J. Blige og "The Set Up" med Obie Trice.

## Liste over sange produceret eller co-produceret af Mike Elizondo
- 50 Cent – In Da Club, Back Down, Heat, If I Can't, Patiently Waiting, Outta Control, Guns Come Out, Talk About Me, When It Rains It Pours.
- Busta Rhymes – Break Ya Neck, Bounce, Holla, Truck Volume.
- D12 – Fight Music, Ain't Nuttin But Music, Nasty Mind, Revelation.
- Dr. Dre – Put It On Me
- Eminem – Business, Say Goodbye Hollywood, My Dad's Gone Crazy, Say What You Say, Bitch Please II, I'm Back, Who New, Evil Deeds, Mosh, Rain Man, Big Weenie, Just Lose It, Ass Like That, Encore (Curtains Down), The Real Slim Shady.
- Eve – Let Me Blow Ya Mind, What!, Satisfaction.
- G-Unit – Poppin' Them Thangs, G'd Up.
- The Game – How We Do, Don't Worry.
- Macy Gray – Time of My Life.
- Knoc-Turn'Al – Str8 West Coast
- Mandy Moore – Split Chick
- Mary J. Blige – Family Affair, Not Today.
- Nate Dogg – Your Wife, I Pledge Allegiance.
- Nelly Furtado – Grass Is Greener
- Obie Trice – The Set Up, Look In My Eyes, Shit Hits The Fan, Oh!.
- Poe – Haunted, Not A Virgin, Terrible Thought, Wild.
- Shelby Lynne – Ain't It The Truth
- Snoop Dogg – Hennesey N Buddha, Lay Low, True Lies.
- Truth Hurts – Jimmy, Tired, What I Am.
- Warren G – Lookin' At You
- Xzibit – Losin' Your Mind, Don't Approach Me, Choke Me/Spank Me, The Best of Things.